# پلی آدامز
پلی آدامز (انگلیسی: Polly Adams؛ زادهٔ ۲۷ اوت ۱۹۳۹) هنرپیشه اهل بریتانیا است. از فیلم‌ها یا برنامه‌های تلویزیونی که وی در آن نقش داشته‌است می‌توان به مردمی که من می‌شناسم، کیسنا: شاعر جنگجو، ستاره مشهور، هیئت منصفه و دختران بالاشهری اشاره کرد.